# Vénuste Niyongabo
Vénuste Niyongabo (ur. 9 grudnia 1973 w Vugizo) – lekkoatleta z Burundi, pierwszy mistrz olimpijski z tego państwa.
Pochodzi z plemienia Tutsi. Urodził się na południu Burundi. Jego pierwszym osiągnięciem w lekkiej atletyce było zdobycie srebrnego medalu w biegu na 1500 metrów na mistrzostwach świata juniorów w 1992 w Seulu. W 1993 odpadł w eliminacjach biegu na 1500 metrów na halowych mistrzostwach świata w Toronto i w półfinale na tym dystansie na mistrzostwach świata w Stuttgarcie. Wkrótce został jednak jednym z czołowych biegaczy świata w tej konkurencji, wygrywając kilka znaczących biegów w 1994 i 1995. Zdobył brązowy medal w biegu na 1500 metrów podczas mistrzostw świata w 1995 w Göteborgu (wyprzedzili go tylko Noureddine Morceli i Hicham El Guerrouj).
Był jednym z faworytów biegu na 1500 metrów na igrzyskach olimpijskich w 1996 w Atlancie. Odstąpił jednak prawo startu na tym dystansie swemu rodakowi Dieudonné Kwizera, który nie mógł startować w poprzednich igrzyskach, ponieważ Burundi nie miało wówczas narodowego komitetu olimpijskiego, a w Atlancie przebywał jako trener. Decyzja okazała się trafna: Kwizera został olimpijczykiem, a Niyongabo po sprincie na ostatnim okrążeniu został niespodziewanym mistrzem olimpijskim w biegu na 5000 metrów, wyprzedzając Paula Bitoka z Kenii i Khalida Boulamiego z Maroka. Wcześniej tylko dwa razy rywalizował na tym dystansie.
Po zdobyciu złotego medalu Niyongabo zmagał się z kontuzjami. Uzyskał co prawda jeden z najlepszych rezultatów w historii na 1500 m (3:29,18 22 sierpnia 1997 w Brukseli - zajął wówczas 2. miejsce za Hichamem El Guerroujem), ale nie odzyskał pozycji z lat ubiegłych. Odpadł w eliminacjach biegu na 1500 metrów na mistrzostwach świata w 1999 w Sewilli. Start w igrzyskach olimpijskich w Sydney w 2000 miał również nieudany - zajął 15. miejsce w biegu eliminacyjnym.

## Rekordy życiowe
Rekordy życiowe Niyongabo:
- bieg na 800 metrów – 1:45,13 (24 lipca 1994, Rovereto)
- bieg na 1500 metrów – 3:29,18 (18 sierpnia 1997, Bruksela)
- bieg na milę – 3:46,70 (26 sierpnia 1994, Berlin)
- bieg na 3000 metrów – 7:34,03 (16 sierpnia 1996, Kolonia)
- bieg na 5000 metrów – 13:03,29 (3 czerwca 1996, Paryż)